# Hafsteinsson
Hafsteinsson ist ein männlicher isländischer Name.

## Herkunft und Bedeutung
Der Name ist ein Patronym und bedeutet Hafsteinns Sohn. Die weibliche Entsprechung ist Hafsteinsdóttir (Hafsteinns Tochter).

## Namensträger
- Daníel Hafsteinsson (* 1999), isländischer Fußballspieler
- Níels Hafsteinsson (* 2004), isländischer Eishockeyspieler
- Vésteinn Hafsteinsson (* 1960), isländischer Leichtathlet